# Sześcioszpar szary
Sześcioszpar szary, sześcioszpar, rekin szary (Hexanchus griseus) – gatunek drapieżnego, morskiego rekina sześcioszparokształtnego z rodziny sześcioszparowatych (Hexanchidae). 
Opis
Jedna, mała płetwa grzbietowa w tylnej części tułowia, płetwa odbytowa bardzo mała, długi ogon z niezbyt dużą płetwą ogonową. Sześć szpar skrzelowych. Barwa  szara, grzbiet znacznie ciemniejszy z przejściem do brązu. Boki dość jasne. Brak przesłony migawkowej. Tryskawka zaokrąglona. Prowadzi samotniczy, przydenny i nocny tryb życia.
Wielkość
Długość ciała przeciętnie 3 m, maksymalnie 5,9 m, dymorfizm płciowy pod względem wielkości niewyraźny. 
Występowanie
Wody przybrzeżne strefy tropikalnej do umiarkowanej wszystkich kontynentów, także przy większych wyspach oceanicznych. Nie występuje w wodach polarnych.  
Pokarm
Głównie ryby, rzadziej morskie stawonogi, np. kraby, a także, choć rzadko, foki. 
Środowisko
Wyłącznie morskie wody, przybrzeżne, od powierzchniowych do głębokości 2000 m. 
Rozmnażanie
Jajożyworodne, samica rodzi od 22 do 108 młodych o długości ciała 40–60 cm. 
Ataki na ludzi
Nie atakuje, poza sporadycznymi przypadkami sprowokowania go.